# Gohonzon

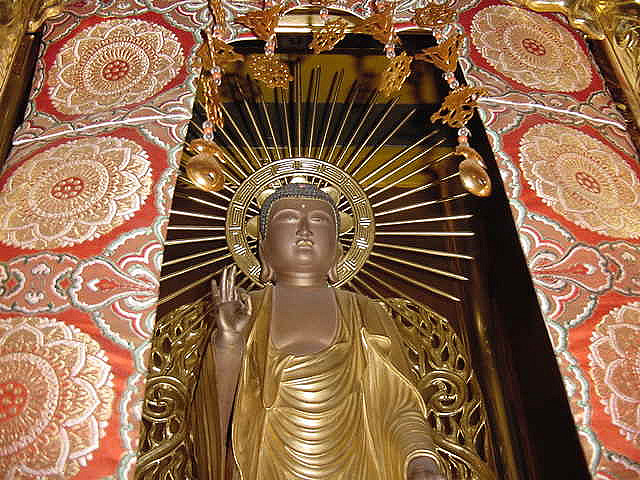
Estátua do Buda Amida no templo Gerbuzan Shoneji.

Gohonzon (御本尊 ou ご本尊) Em japonês, Go é um prefixo honorífico de respeito, enquanto honzon significa objeto de respeito fundamental, veneração ou devoção.
É um objeto devocional utilizado em muitas tradições do Budismo japonês, apesar das divergências doutrinais, consiste de uma representação material de alguma "divindade" do panteão budista: seja um buda, bodhisattva, deva, monge, patriarca de alguma tradição, etc. Em alguns casos é apenas um símbolo de reverência e contemplação, noutros é a própria entidade cultuada. Exerce ainda a função de elemento central de uma liturgia que vai desde as solenes cerimônias dos templos e santuários, até os isolados momentos de fé nos pequenos oratórios domésticos - o butsudan (佛壇 ou 仏壇). 
Estas representações obedecem a um variado conjunto de padrões estético, influenciado pela cultura, etnia e região; assim como de um ampla simbologia religiosa que se diferencia em cada tradição budista.  
As representações podem ser individuais ou conjuntas, dependendo das restrições sectárias. Abaixo enumera-se quatro tipos mais usuais, porém há alguns casos de sobreposição dos mesmos:
- estátua, pintura, estela - aspecto corpóreo individual

- representação simbólica por meio de "objetos" do ritual tântrico
- representação simbólica por meio de letras em sânscrito (bija)
- Mandala, representa uma divindade, um cenário ou evento mítico, um reino búdico (Terra Pura) - aspecto "aglutinado"

Dentro da Tradição budista SGI, os gohonzons são emitidos pelo  Conselho Superior da SGI, no Japão.